# Rhyacichthys guilberti
Rhyacichthys guilberti is een straalvinnige vissensoort uit de familie van de riviergrondels (Rhyacichthyidae). De wetenschappelijke naam van de soort werd voor het eerst geldig gepubliceerd in 1992 door Guido Dingerkus en Bernard Séret.